# Zuzana Ščerbová
Zuzana Ščerbová (* 5. července 1979 Vranov nad Topľou) je česká herečka.

## Životopis
V roce 2004 vystudovala činoherní herectví na Divadelní fakultě Janáčkovy akademie múzických umění v Brně. Po studiích hrála řadu let v Národním divadle Brno, potom působila v Moravském divadle Olomouc a momentálně je členkou souboru Divadla J. K. Tyla v Plzni.
Věnuje se především divadlu, výjimečně hraje ve filmech a častěji v seriálech. Věnuje se taktéž dabingu, kde propůjčuje hlas zahraničním herečkám. Mezi její spjaté herečky patří např. Ana de Armas, Yvonne Strahovski, Rachel Brosnahan a další.  V letech 2007–2012 pro dabingová studia současně i překládala scénáře z angličtiny. V současnosti překládá z angličtiny i divadelní hry.

## Vybrané dabingové role
- 2005 – Stíny z lesa – Leanne Adachi - (Stacey)
- 2007 – Věčný svit neposkvrněné mysli – Jane Adams - (Carrie)
- 2012 – Velký průšvih – Zooey Deschanel - (Jenny)
- 2015 – Já, Frankenstein – Yvonne Strahovski - (Terra)
- 2016 – Ďábelská ošetřovatelka – Sarah Butler - (Brooke)
- 2017 – Pobřežní hlídka – Kelly Rohrbach - (CJ Parkerová)
- 2017 – La La Land – Rosemarie DeWitt - (Laura)
- 2018 – Predátor: Evoluce – Yvonne Strahovski - (Emily)
- 2018 – Extrémní rychlost – Ana de Armas - (Stephanie)
- 2019 – Muži, ženy a děti – Rosemarie DeWitt - (Helen Trubyová)
- 2019 – Krvavé zjevení – Ana de Armas - (Isabel de la Cruzová)
- 2020 – V pasti vášně – Sarah Butler - (Laura Halpernová)
- 2020 – Fantasy Island – Lucy Hale - (Melanie Coleová)
- 2021 – Tři vteřiny – Ana de Armas - (Sofia)
- 2021 – Osudové léto v Salamance – Susan Hoecke - (Rike)
- 2021 – Není čas zemřít – Ana de Armas - (Paloma)
- 2022 – Blondýnka – Ana de Armas - (Marylin Monroe)
- 2023 – Lovec hlav – Rachel Brosnahan - (Rachel Kiddová)
- 2024 – Zázračná mysl – Rosemarie DeWitt - (Diane)
- 2024 – Ferrari – Shailene Woodley - (Lina Lardiová)
- 2025 – Svět plný barev – Phoebe Dynevor - (Clarice)